# Accident ferroviaire de Brooklyn
Un accident de train est survenu à Brooklyn le 4 janvier 2017, lorsqu'un train de passagers est entré en collision avec le tampon d’arrêt de la station Atlantic Terminal à New York. L'accident a blessé 103 personnes.

## Accident
Le 4 janvier 2017, un train de passager M7 a percuté un heurtoir de la voie 6 d'Atlantic Terminal à Brooklyn, New York. Au total, 103 personnes ont été blessées ; 31 d'entre elles ont été emmenées à l'hôpital. Elles ont été conduites au Centre Hospitalier de Brooklyn, au Kings County Hospital Centre ou à l'Hôpital Méthodiste de New York,. Le train no 7553 était en cause. Les blessures des passagers ont été décrites comme légères.
Arrivant avec entre 430 et 650 passagers à bord, le train a quitté Far Rockaway à 7 h 18 et est arrivé à Atlantic Terminal à 8 h 11. L'accident s'est produit vers 8 h 20, les deux voitures concernées ont été gravement endommagées lorsqu'elles sont entrées en collision avec le tampon d'arrêt à une vitesse de 16 à 24 km/h.

## Enquête
Le National Transportation Safety Board a mené une enquête sur l'accident. Le consignateur d'événements du train a été récupéré pour analyse. D'après la conclusion de l'enquête, la raison principale de l'accident est l'endormissement du conducteur dû à un état de fatigue chronique.